# Неплях, Евгений Сергеевич
Евгений Сергеевич Неплях (укр. Євген Сергійович Неплях; род. 11 мая 1992, Днепропетровск) — украинский футболист, защитник.

## Клубная карьера
Родился 11 мая 1992 года в спортивной семье. Отец Сергий Неплях занимался футболом на любительском уровне. Евгений попал в футбол благодаря своему старшему брату. Он учился в первом классе, и его с ребятами пригласили заниматься футболом. Евгению стало интересно, и он попросил родителей отвести его в эту же секцию, где и начал заниматься футболом с пяти лет. Первым тренером в команде «Интер» был Геннадий Григорьевич Шур. Занимались на поле спортивного интерната, в который Неплях попал уже в 13-летнем возрасте.
В чемпионате ДЮФЛ выступал за днепропетровские УФК (2005—2007) и «Днепр» (2007—2009). В ДЮФЛ провёл 69 игр, забил 2 мяча.
В 2009 году подписал свой первый контракт с «Днепром» и стал выступать за команду в молодёжном чемпионате. За «днепрян» в чемпионате дублёров провёл 80 игр и забил 5 голов. Дебютировал в чемпионате дублёров 6 августа 2009 года во встрече с киевским «Арсеналом» (5:1), заменив на 75 минуте Виталия Каверина. Первым голом в этом первенстве отличился 25 августа того же года, забив в Ужгороде мяч в ворота «Говерлы» (3:0). Однако за основную команду «Днепра» так и не провёл ни одной официальной игры.
В июне 2012 года вместе с одноклубником Артуром Карнозой подписал контракт с перволиговым «Севастополем», за который, 14 июля того же года дебютировал в профессиональном футболе в матче Первой лиги против «Нефтяника» (2:2), отыграв весь матч. Всего в первом сезоне сыграл 16 матчей в чемпионате, помог клубу занять первое место и выйти в Премьер-лигу.
В Премьер-лиге дебютировал 14 июля 2013 года в игре против «Черноморца» (1:1), в которой провёл на поле все 90 минут. Всего в первом для себя сезоне украинской Премьер-лиге Евгений принял участие в 16 поединках за «Севастополь». Однако в связи с тем, что летом 2014 года крымский клуб прекратил своё существование, Непляху пришлось искать новое место работы.
В начале июля 2014 года Евгений подписал трёхлетний контракт с греческим «Платаниасом», который покинул на правах свободного агента в конце 2015 года.
В конце февраля 2016 года стал игроком «Карпат». 5 марта 2016 года дебютировал в составе «Карпат» в игре против одесского «Черноморца», однако не доиграл до конца матч и уже в первом тайме на 37-й минуте был заменён Игорем Худобяком.
Летом 2018 года стал игроком луцкой «Волыни».
16 октября 2020 года был представлен как игрок «Альянса» из Липовой Долины. 21 октября дебютировал в матче с «Волынью», выйдя в стартовом составе.

## Сборная
В 2010 году вызывался в юношескую сборную команды Украины (U-18), за которую провёл два матча. С 2013 по 2014 год вызывался Сергеем Ковальцом в молодёжную сборную Украины.

## Достижения
- Победитель Первой лиги Украины (2): 2012/13, 2017/18

## Личная жизнь
Был женат. Имеет дочь Снежану.
Окончил Днепропетровский государственный институт физической культуры и спорта, получил специальность тренера.